# Ascensorul Peneco
Ascensorul Peneco (în portugheză Elevador do Peneco) este un ascensor vertical pentru transport de persoane situat în orașul Albufeira din regiunea Algarve, în Portugalia. Ascensorul conectează zona mai înaltă a orașului cu plaja Praia do Peneco. Finanțarea lucrării, în valoare de 687.000 de euro, a fost asigurată prin Fondul European pentru Dezvoltare Regională (FEDR), în cadrul Programului Polis pentru localitatea Albufeira. Investiția a făcut parte din subcapitolul „Construcția Frontului Urban Vest” al proiectului „Acțiuni Teritoriale Integrate” din cadrul Programului Operațional pentru Algarve (PROALGARVE).

## Specificații
Ascensorul are o înălțime a cursei de 28 de metri și poate transporta până la 13 persoane în același timp.
Proiectul arhitectonic a fost elaborat de un consorțiu alcătuit din birourile de arhitectură „João Castro Ferreira, Arquitectos Lda e Remo” și „Castro Projectos e Construções Lda”. Echipa de proiectare a fost condusă de arhitectul João Castro Ferreira, avându-i drept colaboratori pe arhitectul Paulo Morgado, pe inginerul civil Miguel Caramujo, pe inginerul electromecanic João Paulo Rocha și pe arhitectul peisagist Eduardo Ribeiro. Lucrarea a fost încredințată companiei Conduril, care a realizat stabilizarea stâncii falezei, fundații speciale, construcția structurilor din beton armat și furnizarea și asamblarea ascensorului propriu-zis. Firma Síncrono a executat lucrările de instalații.
Lucrările au fost finalizate în iunie 2008, dar ascensorul a fost inaugurat oficial pe data de 20 mai 2009, în prezența secretarilor de stat ai Turismului, respectiv Dezvoltării Regionale, precum și a primarului municipiului Albufeira.
Ascensorul Peneco a fost nominalizat în cadrul proiectului „Habitar Portugal”, o inițiativă ciclică, din trei în trei ani, a Ordinului Arhitecților din Portugalia, fiind inclus în lista realizărilor arhitectonice portugheze remarcabile din perioada 2006-2008.